# Paranoia (filme de 2007)
Paranoia (título original em inglês: Disturbia) é um filme estadunidense de 2007 dos gêneros drama e suspense inspirado no filme de Alfred Hitchcock, Janela Indiscreta, dirigido por D. J. Caruso que conta a história de Kale Wilks, um garoto adolescente que descobre que seu vizinho possa ser um assassino em série. O filme é protagonizado pelo ator premiado Shia LaBeouf como Kale Wilkins e Sarah Roemer como Ashley Carlson, e David Morse interpreta o grande vilão, e Carrie-Anne Moss e Aaron Yoo interpretam os demais papéis principais.O filme foi distribuído pela DreamWorks Pictures em associação com a Coldspring Pictures e internacionalmente pela Paramount Pictures,e foi produzido pela Montecito Picture Company.Foi lançado em 13 de abril de 2007 nos Estados Unidos, 2 de agosto em Portugal e 31 de agosto no Brasil.
Este é o primeiro filme em que o diretor D.J. Caruso e o ator Shia LaBeouf trabalharam juntos. O posterior foi Eagle Eye de 2008.

## Sinopse
O filme conta a história de Kale Brecht, um adolescente que vive atormentado devido à morte de seu pai. Após ter um surto de fúria na escola, ele é condenado a passar 90 dias em prisão domiciliar. Sem ter nada o que fazer dentro de casa, ele gasta seu tempo observando o que acontece na vizinhança através da janela junto com seus amigos Ashley e Ronnie. Nessas observações, os garotos começam a desconfiar de que um de seus vizinhos seja um assassino em série e então começam a investigar sobre isso, mas essa investigação acabará se tornando mais misteriosa e perigosa do que eles pensavam. Inspirado em Janela Indiscreta, de Alfred Hitchcock.

## Elenco
- Shia LaBeouf como Kale Brecht, aluno de 17 anos de escola secundária e o protagonista do filme
- Sarah Roemer como Ashley Carlson, vizinha de Kale e interesse amoroso
- Carrie-Anne Moss como Julie Brecht, mãe de Kale
- David Morse como Robert "Rob" Turner, vizinho de Kale e o antagonista principal do filme
- Aaron Yoo como Ronald "Ronnie" Chu, melhor amigo de Kale
- Jose Pablo Cantillo como Oficial Gutierrez, primo do Señor Gutierrez
- Matt Craven como Daniel "Dan" Brecht, pai falecido de Kale
- Viola Davis como Detective Parker
- Rene Rivera como Señor Gutierrez, professor de espanhol de Kale

## Produção

### Desenvolvimento
O roteiro foi escrito na década de 1990 e foi uma opção. O estúdio queria originalmente deixar a opção expirar depois de ouvir sobre o remake de Janela Indiscreta, com Christopher Reeve. Não foi até 2004 que o roteiro foi reescrito e vendido.
Produtor executivo Steven Spielberg arranjou para LaBeouf estar na lista de elenco para este filme porque ele ficou impressionado com o trabalho de LaBeouf em Holes. Caruso fez o teste mais de uma centena de homens para o papel em cinco semanas antes de se decidir por LaBeouf como ele estava à procura de alguém "que vocês realmente gostaria e responder, porque ele não ia ser um menino tão bonito". LaBeouf foi atraído para o papel por causa do filme de 2002 do diretor The Salton Sea, que ele elogiou como um dos seus filmes favoritos. Antes das filmagens começarem, os dois assistiram os filmes de suspense Janela Indiscreta, Straw Dogs, e The Conversation estrelado por Gene Hackman. Eles também viram o filme romântico de 1989 Say Anything... e "misturados todos os filmes juntos". LaBeouf diz que falou com as pessoas em prisão domiciliar e se trancou em um quarto com a pulseira de sentir o que o confinamento de prisão domiciliar é semelhante. Ele comentou em uma entrevista, "... é difícil . Eu não vou dizer que é mais difícil do que a prisão, mas é difícil. prisão domiciliar é difícil porque tudo está disponível. [...] a tentação é uma merda. Essa é a tortura dele". Caruso deu-lhe a liberdade para improvisar sempre que necessário para fazer o apelo diálogo com a geração atual.

### Filmagem
Filmado em locações nas cidades de Whittier, Califórnia, e Pasadena, Califórnia. As filmagens ocorreram a partir de 6 de janeiro de 2006 a 29 de abril de 2006. As casas de Kale e Mr. Turner, que deveriam estar em frente ao outro, foram na verdade, em duas cidades diferentes.
Durante as filmagens, LaBeouf começou um programa que o viu ganhar 25 de músculo na preparação de seus futuros filmes Transformers e Indiana Jones and the Kingdom of the Crystal Skull.
De acordo com LaBeouf, David Morse que interpreta Mr. Turner, não falou com LaBeouf ou a qualquer dos outros adolescentes, enquanto no set. LaBeouf disse: "Quando terminamos as filmagens, ele foi muito simpático. Mas ele é um método de ator, e enquanto estávamos filmando, ele não diria uma palavra para nós."
Ao rodar uma cena com Shia LaBeouf, David Morse bateu a mão com força na parede, quebrando 3 dedos.

## Recepção

### Lançamento
Disturbia foi lançado em 13 de abril de 2007 nos Estados Unidos e abriu em #1 em sua primeira semana nas bilheterias, com US $ 23 milhões. De uma redução de 10 milhões em sua segunda semana, ele se manteve no topo das bilheterias. Em sua terceira semana, ganhou US $ 9,1 milhões. Em sua quarta semana, ganhou 5,7 milhões de dólares e terminou em segundo lugar atrás do recorde de Homem-Aranha 3.

### Crítica
Sobre a revisão global do site Rotten Tomatoes, 87% dos críticos deram opiniões positivas do filme, um sucesso, sendo notável o grande desempenho do ator Shia Labeouf e da atriz Sarah Roemer, baseado em 365 análises, com o consenso de que o filme é "um thriller tenso, sutil, com um desempenho digno de nota a partir de Shia LaBeouf". No Metacritic, o filme teve uma pontuação média de 62 em 100, com base em 28 comentários.
O filme ganhou dois "thumbs up" perante a avaliação de Richard Roeper e de Scott Elbert, que avaliou: "Este é um filme com poucos arrepios e pequenos sustos, mas com um ótimo desempenho de atores".